# Újezdec (Ptenín)
Újezdec je malá vesnice, část obce Ptenín v okrese Plzeň-jih. Nachází se asi 1,5 km na jihovýchod od Ptenína. Je zde evidováno 35 adres. Trvale zde žije 48 obyvatel.
Újezdec leží v katastrálním území Ptenín o výměře 8,15 km2.

## Pamětihodnosti
- Douglaska v Újezdci – památný strom, douglaska tisolistá

## Galerie

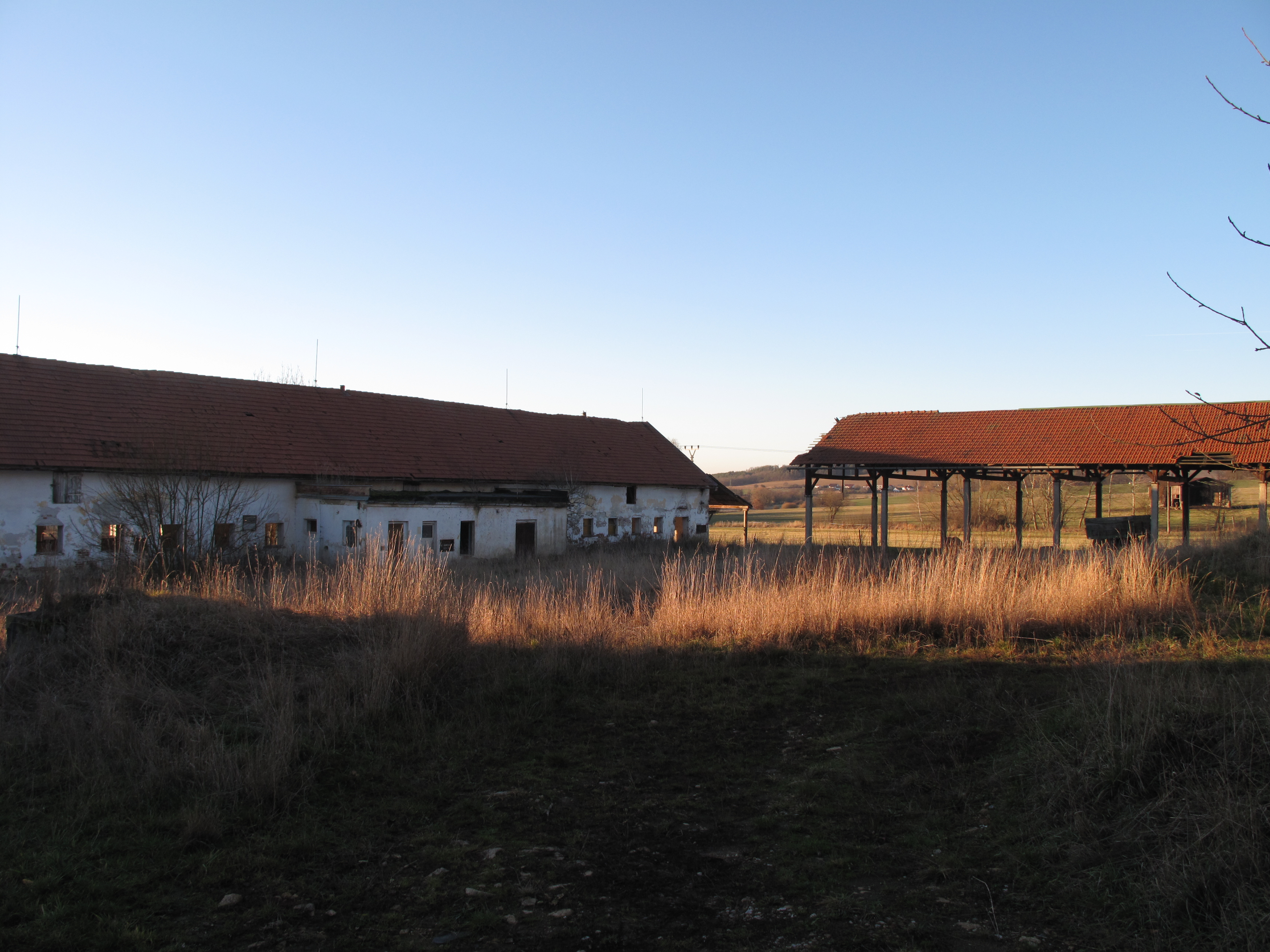
Opuštěný statek (zima 2015)
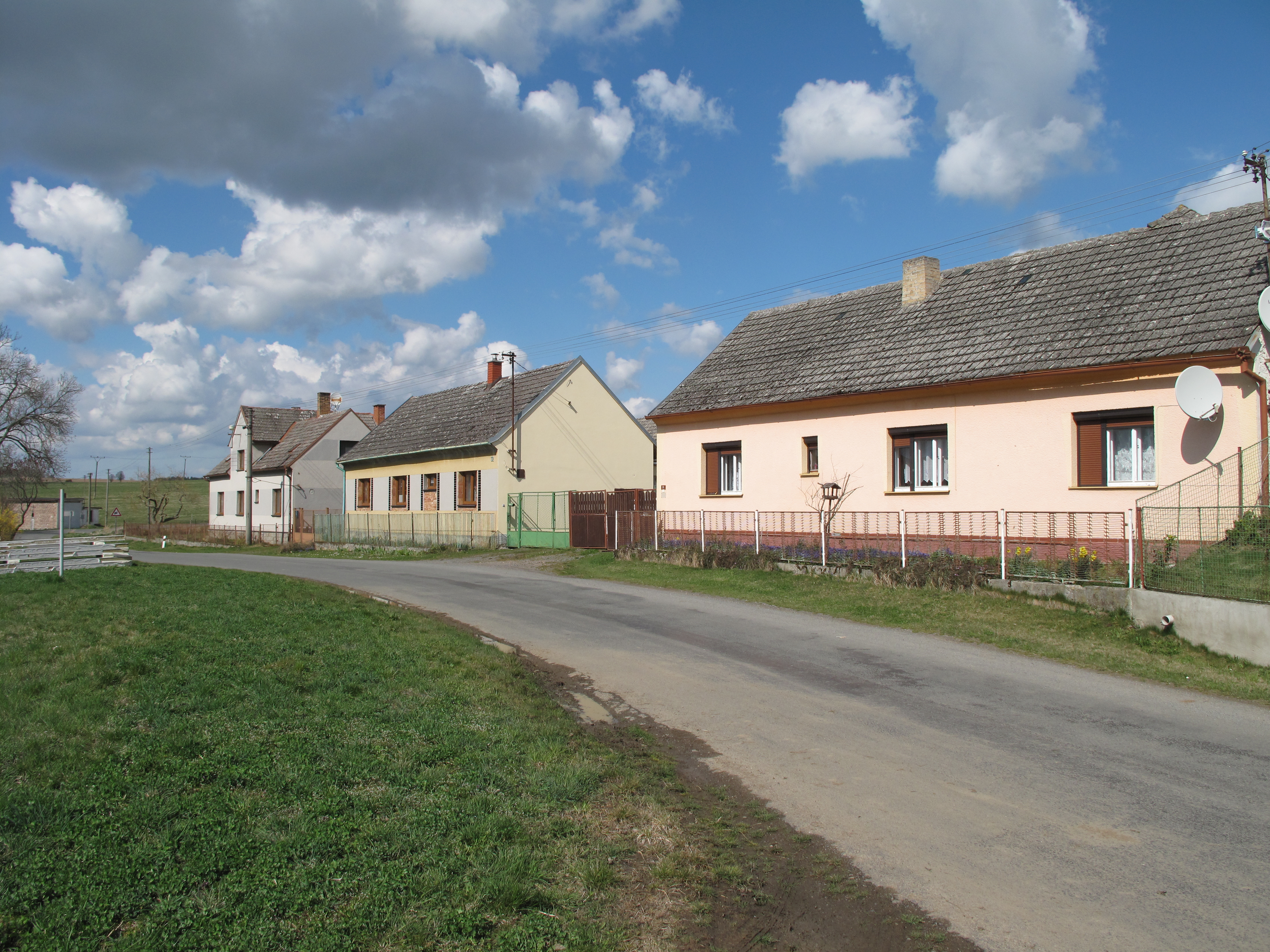
Domy u silnice (2022)
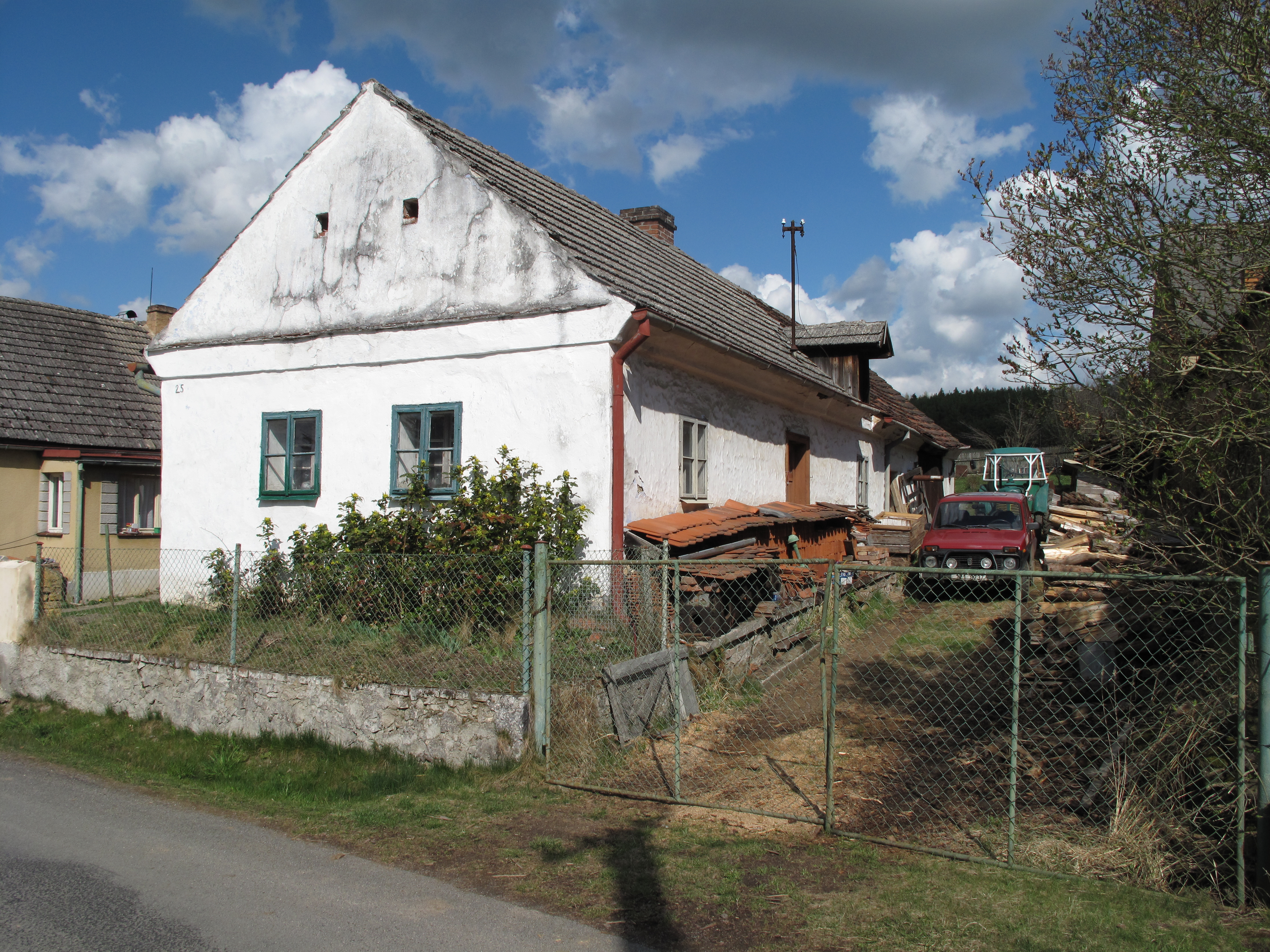
Chalupa